# Атарбеково
Атарбе́ково — микрорайон города Сочи в Краснодарском крае. Входит в состав Лазаревского района «города-курорта Сочи».

## География
Находится на правом берегу реки Уч-Дере, в 1 км от берега моря. Расположен в 36 км к юго-востоку от районного центра — Лазаревское, в 19 км к северу от Центрального Сочи и в 170 км к югу от города Краснодар (по прямой).
Граничит с землями населённых пунктов: Нижнее Учдере и Кучук-Дере на западе, Лоо на северо-западе, Верхнее Учдере на северо-востоке и Культурное Уч-Дере на юго-востоке.
Микрорайон расположен недалеко от черноморского побережья в предгорной лесистой местности. Средние высоты на территории аула составляют 134 метра над уровнем моря. Абсолютные высоты достигают 400 метров над уровнем моря. Гидрографическая сеть представлена в основном рекой Уч-Дере и родниковыми речками.
Климат в микрорайоне влажный субтропический. Среднегодовая температура воздуха составляет около +14,0 °С, со средними температурами июля около +24,5 °С, и средними температурами января около +6,5 °С. Среднегодовое количество осадков составляет около 1500 мм. Основная часть осадков выпадает в зимний период.

## История
Основан в 1930-х годах. Тогда же передан в ведение ниже лежащего села — Нижнее Учдере.
Назван в честь закавказского революционного деятеля Георгия Атарбекова.
10 февраля 1961 года село включено в состав города-курорта Сочи, с присвоением населённому пункту статуса внутригородского микрорайона.
Ныне микрорайон иногда считается частью села Нижнее Учдере Верхнелооского сельского округа.

## Инфраструктура
Несмотря на то что микрорайон находится всего в километре от морского побережья, его инфраструктура развита очень слабо. В Атарбеково основной упор в туризме делают на тихом и спокойном отдыхе.